# Fábio Moura
Fábio Luiz de Almeida Moura (Jundiaí, 26 de abril de 1957) é um dublador e narrador brasileiro. É conhecido por ser o narrador de Pokémon.
Por este trabalho ganhou em 2008 o Prêmio Yamato, considerado o Oscar da Dublagem, na categoria Melhor Narrador ou Locutor. Ela já havia sido indicado a este prêmio, mas na categoria Melhor Direção de Dublagem por seu trabalho nas primeiras duas temporadas da série 24 Horas, em 2004. Voltou a ser indicado a Melhor Narração por Pokémon em 2009.
Também é o dublador de personagens como Mestre Avan em Fly o pequeno guerreiro, Shura de Capricórnio de Os Cavaleiros do Zodíaco e Mestre Karin da franquia Dragon Ball..